# 板场乡 (沿河土家族自治县)
板场乡，是中国贵州省铜仁地区沿河土家族自治县下辖的一个乡镇级行政单位。

## 行政区划
板场乡共辖以下地区：
塘坝村、田坝村、东红村、板场村、徐家村、蒲楠村、龙鱼村、联文村、爱华村、电光村、大松村、大坨坝村、友谊村、河沟村、刘家村、卫星村、洋溪村、永东村、永丰村、枫香岭村 任桂村、光辉村、熊家沟村。